# Grădiștea (okręg Prahova)
Grădiștea – wieś w Rumunii, w okręgu Prahova, w gminie Boldești-Gradiștea. W 2011 roku liczyła 922 
mieszkańców.